# Эвполия (жена Архидама II)
Эвполия (др.-греч. Εὐπωλία; V ст. до н. э.) — вторая жена спартанского царя Архидама II, мать царя Агесилая II, наварха Телевтия и первой женщины, победившей на Олимпийских играх — Киниски.

## Биография
Древнегреческий историк Плутарх утверждал, что Эвполия была дочерью Мелесиппида, которого историки относят к аристократическому, но не царскому роду. Примерно в 445 году до н. э. Эвполия вышла замуж за спартанского царя из династии Еврипонтидов — Архидама II. Это был второй брак монарха, от первой жены Лампито он уже имел сына Агиса II. По свидетельству Теофраста, эфоры были недовольны выбором царя из-за малого роста невесты: «ибо она будет рожать нам не царей, а царьков» и наложили на Архидама II штраф. Исследователь Стивен Ходкинсон предполагал, что Эвполии к моменту замужества было не менее 18 лет, и считал женитьбу царя на представительнице богатого рода классическим примером династического брака. У супругов родились дети — сын, будущий царь Агесилай II, и дочь Киниска. Существует версия, что Киниска была дочерью Архидама II от его первой жены. Однако историк Дональд Кайл отмечал, что материнство Эвполии более вероятно.
На момент смерти мужа Эвполии было не более 36 лет. Так как она была ещё в фертильном возрасте и обладала значительным состоянием, то по спартанским традициям была вынуждена выйти замуж во второй раз. Как зажиточная вдова она могла сама выбрать себе мужа, этим объясняется то, что её женихом стал бедный спартанец Теодор. Однако этот семейный союз оказался необычным для тогдашней Спарты, потому что от женщин ожидалось, что они будут вступать в брак с представителями своего социального круга. Исследователь Стивен Ходкинсон указывал, что одной из причин такого брака могло быть то, что Эвполию считали незавидной невестой из-за низкого роста. Её сын Агесилай II мог унаследовать от матери свою низкорослость и хромоту. Хотя существует версия, что хромым он стал в детстве в результате несчастного случая. Предполагается, что Агесилай II не мог смириться с неравным браком матери и именно поэтому отдал своим родственникам с её стороны половину состояния, наследуемого от сводного брата Агиса II. Во втором браке родился сын Телевтий — спартанский наварх, участник Коринфской войны.

## Этимология имени
Древнегреческое имя Эвполия (др.-греч. Εὐπωλία) переводится как «богатая жеребятами». Как отмечал Стивен Ходкинсон, «лошадиные» корни в именах Эвполии и её отца Мелесиппида (др.-греч. πώλος — жеребёнок и др.-греч. ἵππος — лошадь) указывают на их аристократическое происхождение.
По мнению исследовательницы Сары Померой, лошадиные мотивы в имени Эвполии и её женских отпрысках указывают на то, что все они интересовались наездничеством. В частности, дочь Эвполии — Киниска, дважды побеждавшая на Олимпийских играх в гонках колесниц, стала первой женщиной олимпиоником. Историк Дональд Кайл назвал это предположение спекулятивным и считал, что «лошадиные» имена могли давать дочерям отцы из влиятельных, но не царских родов, чтобы показать свои амбиции. А сын Эвполии — царь Агесилай II назвал дочерей Эвполией и Пролитой не из-за популярности наездничества у женщин, а потому что следовал семейной традиции.

### Комментарий
1. ↑  Сама Киниска колесницей не управляла, потому что женщинам было запрещено присутствовать на Олимпийских играх. Однако победителем считался не возница, а владелец колесницы.